# 르네상스 (2006년 영화)
르네상스(Renaissance)는 영국에서 제작된 크리스티안 볼크만 감독의 2006년 애니메이션 영화이다. 다니엘 크레이그 등이 주연으로 출연하였다.

## 출연

### 주연
- 다니엘 크레이그
- 패트릭 플로어쉐임
- 캐서린 맥코맥
- 로라 블랑크
- 로몰라 가레이
- 조나단 프라이스
- 가브리엘 르 도즈
- 이안 홈
- 릭 워든
- 커보크 말리키안

### 조연
- 크리스 비어른
- 라셀 칼
- 브레프니 맥켄나
- 줄리안 네스트
- 숀 퍼트위
- 제시카 리비스
- 니나 소산야
- 레슬리 우드홀